# Rajd Francji 2004
Rezultaty Rajdu Francji (48ème Tour de Corse – Rallye de France), eliminacji Rajdowych Mistrzostw Świata w 2004 roku, który odbył się w dniach 15 – 17 października. Była to czternasta runda czempionatu w tamtym roku i trzecia asfaltowa oraz szósta w Production Cars WRC. Bazą rajdu było miasto Ajaccio. Zwycięzcami rajdu została estońsko-brytyjska załoga Markko Märtin i Michael Park w Fordzie Focusie WRC. Wyprzedzili oni francusko-monakijską załogę Sébastiena Loeba i Daniela Élenę w Citroënie Xsarze WRC oraz Hiszpanów Carlosa Sainza i Marca Martíego w Citroënie Xsarze WRC. Z kolei zwycięzcami Production Cars WRC zostali Hiszpanie Xavier Pons i Oriol Julià w Mitsubishi Lancerze Evo 7.
Rajdu nie ukończyło dwóch kierowców fabrycznych. Francuz Cédric Robert w Peugeocie 307 WRC nie ukończył rajdu na 5. odcinku specjalnym z powodu wypadku. Natomiast Belg François Duval w Fordzie Focusie WRC zakończył jazdę w rajdzie na 9. odcinku specjalnym z powodu awarii silnika.

## Klasyfikacja ostateczna (punktujący zawodnicy)
| Miejsce  | Zawodnik          | Pilot           | Samochód                | Czas      | Strata   | Grupa | Punkty |
| WRC      | WRC               | WRC             | WRC                     | WRC       | WRC      | WRC   | WRC    |
| -------- | ----------------- | --------------- | ----------------------- | --------- | -------- | ----- | ------ |
| 1.       | Markko Märtin     | Michael Park    | Ford Focus WRC          | 4:11:51.4 |          | A8 M  | 10     |
| 2.       | Sébastien Loeb    | Daniel Élena    | Citroën Xsara WRC       | 4:13:53.4 | +2:02.0  | A8 M  | 8      |
| 3.       | Carlos Sainz      | Marc Martí      | Citroën Xsara WRC       | 4:14:46.7 | +2:55.3  | A8 M  | 6      |
| 4.       | Marcus Grönholm   | Timo Rautiainen | Peugeot 307 WRC         | 4:15:20.5 | +3:29.1  | A8 M  | 5      |
| 5.       | Petter Solberg    | Phil Mills      | Subaru Impreza WRC      | 4:16:57.7 | +5:06.3  | A8 M  | 4      |
| 6.       | Stéphane Sarrazin | Patrick Pivato  | Subaru Impreza WRC      | 4:19:00.5 | +7:09.1  | A8    | 3      |
| 7.       | Freddy Loix       | Sven Smeets     | Peugeot 307 WRC         | 4:20:12.6 | +8:21.2  | A8    | 2      |
| 8.       | Armin Schwarz     | Manfred Hiemer  | Škoda Fabia WRC         | 4:20:59.7 | +9:08.3  | A8    | 1      |
|          |                   |                 |                         |           |          |       |        |
| 10.      | Mikko Hirvonen    | Jarmo Lehtinen  | Subaru Impreza WRC '04  | 4:23:49.6 | +11:58.2 | A8 M  |        |
| PCWRC    |                   |                 |                         |           |          |       |        |
| 1. (12.) | Xavier Pons       | Oriol Julià     | Mitsubishi Lancer Evo 8 | 4:37:17.9 |          | N4    | 10     |
| 2. (14.) | Niall McShea      | Michael Orr     | Subaru Impreza WRX STi  | 4:38:16.7 | +58.8    | N4    | 8      |
| 3. (15.) | Alister McRae     | David Senior    | Subaru Impreza WRX STi  | 4:39:00.2 | +1:42.3  | N4    | 6      |
| 4. (16.) | Mark Higgins      | Michael Gibson  | Subaru Impreza WRX STi  | 4:42:10.7 | +4:52.8  | N4    | 5      |
| 5. (18.) | Fumio Nutahara    | Satoshi Hayashi | Mitsubishi Lancer Evo 8 | 4:45:14.7 | +7:56.8  | N4    | 4      |
| 6. (19.) | Tomasz Kuchar     | Jakub Gerber    | Mitsubishi Lancer Evo 7 | 4:45:40.2 | +8:22.3  | N4    | 3      |
| 7. (22.) | Nasir al-Atijja   | Chris Patterson | Subaru Impreza WRX STi  | 4:49:24.2 | +12:06.3 | N4    | 2      |
| 8. (23.) | Ricardo Triviño   | Jordi Barrabès  | Mitsubishi Lancer Evo 7 | 4:50:11.2 | +12:53.3 | N4    | 1      |

1. ↑  Litera M przy oznaczeniu grupy do której należy samochód oznacza, iż tylko ci kierowcy zdobywali punkty dla swoich zespołów liczonych w klasyfikacji producentów na koniec sezonu.

## Zwycięzcy odcinków specjalnych
| Dzień      | Odcinek | G. rozp. | Nazwa                                    | Długość | Zwycięzca      | Czas    | Lider rajdu    |
| ---------- | ------- | -------- | ---------------------------------------- | ------- | -------------- | ------- | -------------- |
| 1 (15 PAŹ) | SS1     | 09:18    | Ampaza – Col St Eustache 1               | 32.89km | François Duval | 21:43.2 | François Duval |
| 1 (15 PAŹ) | SS2     | 10:11    | Aullene – Arbellara 1                    | 27.78km | Markko Märtin  | 16:28.6 | Markko Märtin  |
| 1 (15 PAŹ) | SS3     | 14:32    | Ampaza – Col St Eustache 2               | 32.89km | François Duval | 21:10.3 | François Duval |
| 1 (15 PAŹ) | SS4     | 15:25    | Aullene – Arbellara 2                    | 27.78km | Sébastien Loeb | 16:07.7 | François Duval |
| 2 (16 PAŹ) | SS5     | 09:23    | Vico – Col de Sarzoggiu 1                | 36.24km | Markko Märtin  | 25:49.0 | Markko Märtin  |
| 2 (16 PAŹ) | SS6     | 11:11    | Peri – Bastelica 1                       | 40.94km | Markko Märtin  | 27:01.6 | Markko Märtin  |
| 2 (16 PAŹ) | SS7     | 16:02    | Vico – Col de Sarzoggiu 2                | 36.24km | François Duval | 25:58.5 | Markko Märtin  |
| 2 (16 PAŹ) | SS8     | 16:50    | Peri – Bastelica 2                       | 40.94km | Markko Märtin  | 27:37.0 | Markko Märtin  |
| 3 (17 PAŹ) | SS9     | 08:30    | Penitencier Coti Chiavari – Pietra Rossa | 24.24km | Petter Solberg | 15:20.7 | Markko Märtin  |
| 3 (17 PAŹ) | SS10    | 09:16    | Pont de Calzola – Agosta 1               | 31.81km | Markko Märtin  | 19:36.4 | Markko Märtin  |
| 3 (17 PAŹ) | SS11    | 12:12    | Penitencier Coti Chiavari – Pietra Rossa | 24.24km | Markko Märtin  | 15:00.5 | Markko Märtin  |
| 3 (17 PAŹ) | SS12    | 12:55    | Pont de Calzola – Agosta 2               | 31.81km | Markko Märtin  | 19:08.0 | Markko Märtin  |

## Klasyfikacja po 13 rundach
Tabele przedstawiają tylko pięć pierwszych miejsc.

### Kierowcy
| Lp. | Kierowca        | Pkt |
| --- | --------------- | --- |
| 1   | Sébastien Loeb  | 108 |
| 2   | Petter Solberg  | 78  |
| 3   | Markko Märtin   | 69  |
| 4   | Carlos Sainz    | 67  |
| 5   | Marcus Grönholm | 54  |

### Producenci
| Lp. | Producent                   | Pkt |
| --- | --------------------------- | --- |
| 1   | Citroën Total               | 178 |
| 2   | Ford Motor Co Ltd.          | 127 |
| 3   | 555 Subaru World Rally Team | 108 |
| 4   | Malboro Peugeot Total       | 85  |
| 5   | Mitsubishi Motors           | 17  |